# 瘿花香茶菜
瘿花香茶菜（学名：Isodon rosthornii）为唇形科香茶菜属下的一个种。也称野藿香、白野紫苏、野紫苏、野苏。